# جيريمي لين (كاتب)
جيريمي لين (بالإنجليزية: Jeremy Lane)‏ (29 أبريل 1893 - 19 سبتمبر 1963، برمنغهام في الولايات المتحدة)؛ كاتِب وروائي أمريكي.